# Port de Rosario
Le port de Rosario est un port à Rosario, en Argentine. Il est un port intérieur avec accès par l'océan Atlantique. Il est l'une des plus grandes exportations de marchandises en provenance de l'Argentine et est la plaque tournante de la superficie du pays le plus grand port connu sous le nom Up-River.

## Situation
Il située dans la ville de Rosario, province de Santa Fe, sur la rive droite (ouest) de la Rio Paraná, à 550 km en amont de la mer argentine.

## Histoire

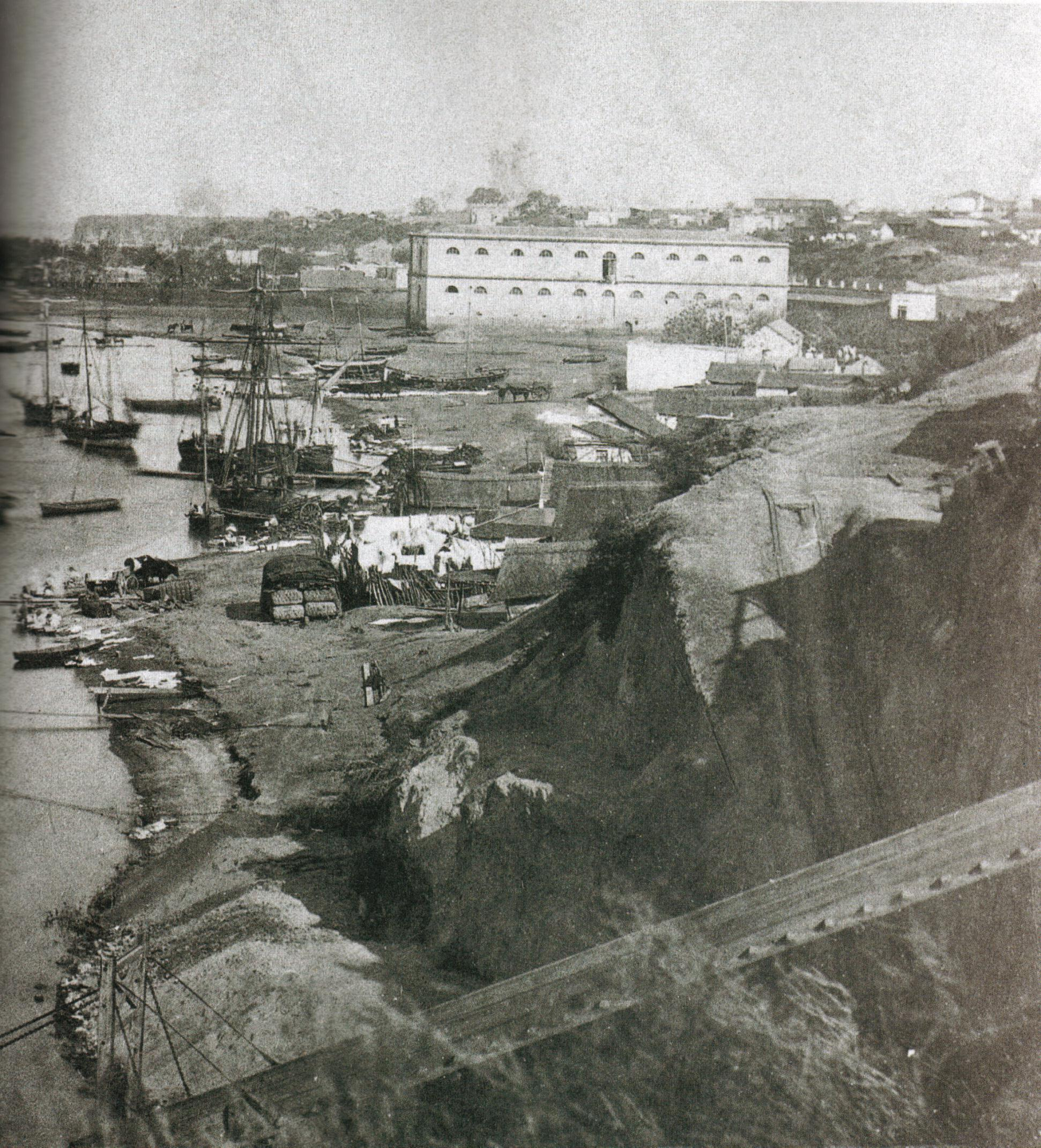